# Operación Olivero
La Operación Olivero fue una operación militar realizada el 20 de diciembre de 1987 por los contrarrevolucionarios nicaragüenses en contra del Gobierno Sandinista dirigido por el Frente Sandinista de Liberación Nacional en Nicaragua. Fue una de las más espectaculares operaciones contra el gobierno.

## Objetivos y zona de la Operación
El objetivo de la operación fue ocupar y destruir las instalaciones militares del régimen en la zona norte del departamento de Zelaya, y destruir sistemas de radares soviéticos e instalaciones de la Dirección de la Seguridad del Estado (DGSE).
La operación fue llevada a cabo en el Triángulo Minero (Bonanza, Siuna y Rosita) debido a su importancia económica y estratégica. El régimen construiría una carretera para convertirla en vía de acceso terrestre entre Puerto Cabezas y el resto del país. Puerto Cabezas era por donde entraban los suministros provenientes de la Unión Soviética y de Cuba, y por lo cual los sandinistas militarizaron la zona para protegerla. La zona era sede de las Brigadas 366 y 351 del Ejército Popular Sandinista, así como también de unidades de la Seguridad del Estado.

## La Operación Militar
La Operación fue en Honor de Pedro Armengola Aráuz Palacios conocido como Comandante Olivero caído en combate el 6 de febrero de 1987 en la zona norte del departamento de Zelaya. El Comandante Olivero comandaba la fuerza tarea José Santos Morales, del comando regional “Jorge Salazar número 3”. El comandante Olivero desertó del Ejército Popular Sandinista en Matagalpa en 1981 desilusionado por la Revolución. En esta operación participaron 11 Comandos Regionales, que tenían 45 fuerzas de tarea y alrededor de 7,000 combatientes. Fue llevada a cabo en la zona norte del departamento de Zelaya o la Región Autónoma de la Costa Caribe Norte (RACCS).
El comandante Enrique Bermúdez Varela conocido como (3-80) con ayuda de 4 comandantes regionales conocidos como: Mack, Renato, Rigoberto y Fernando, planificaron esta operación en conjunto con los soldados, recopilando la inteligencia sobre el enemigo con el apoyo de pobladores de la región.

## Comienzo de la Operación Olivero
A mitad de noviembre de 1987 los comandantes juntos con sus contrarrevolucionario salieron de varios puntos del país dando inicio a la operación. El comandante Mack junto con 600 hombres del regional Nicarao se dirige a Siuna en una marcha de varias semanas a través de las montañas y selvas del país. El comandante Rigoberto y sus comandos con apoyo de 75 hombres del COE a mando de comandante 3-20 y 75 del Regional San Jacinto a mando del comandante Buitre se separan con rumbo sur para encontrarse el 17 de diciembre con el regional Nicarao al mando del Comandante Mack y sus comandos que lo esperarían en "Come Negro".
Los 150 Combatientes del COD y el regional Sn Jacinto toman rumbo sureste y llegan a la posición en la planta Hidroeléctrica "Siempre Viva" cerca de Bonanza. Los comandantes Renato, Fernando con sus Comandos de Operaciones Tácticas (COT) cogen rumbo sureste a Rosita y Bonanza. En Rosita el día 14 de diciembre de 1987 se separa el comandante Renato del comandante Fernando toma posición en Bonanza. 
Estos avances fueron logrados gracias al frente norte de la contra que ayudó en esta etapa que se movilizó de su zona de operación en la zona central del país a las posiciones asignadas. El Comandante Ramiro y Diablo con tropas de comandante regional Jorge Salazar número 1 avanzan a Siuna y el comandante Pirulo, Yaqui, el 15 y el Danto del “Jorge Salazar número 3” van hacia Rosita y la carretera que comunica al triángulo minero con Puerto Cabezas.
El 20 de diciembre de 1987 a las 5:00 a. m. se inicia el ataque al EPS, que fueron tomadas de sorpresa. Las tropas Mack, Ramiro, Rigoberto y Diablo atacan Siuna y las instalaciones del EPS son destruidas y se recuperan municiones y suministros y destrucciones de 6 sistemas de radares sandinistas de fabricación Soviética y unidades de apoyo con cual monitoreaban comunicaciones, misiles antiaéreos SAM-7 Rusos, fusiles AK-47 y M-16 como granadas de cueteras BM-21 y ametralladores de 14.5 milímetros.
Comandante Buitre y 3-20 destruyen planta hidroeléctrica "Siempre viva" y una cuetera P-13 DE 122 mm y una ametralladora de 14.5 mm y mortero de 82 mm con municiones. Renato con comandante Víctor, Lionzillo y el pofi, atacan bonanza destruyendo instalaciones militares y locales de la Seguridad del Estado e instalaciones mineras y planta eléctrica “El Salto” al norte de Bonanza.
Fernando, y las tropas de Yaqui, Danto, el 15, pirulo toman Rosita y carreteras cercanas para interceptar refuerzos del EPS. El ejército Sandinista, bombardearon brutalmente los poblados con aviones de fabricación Soviética AN 26 con bombas de 500 lbs y volando a gran altura por miedo a los misiles antiaéreos “Red Eyes”. Luego se detectó a tropas de refuerzo del EPS de Waslala, Mulukukú y Puerto Cabezas que fueron emboscadas. Un destacamento fue emboscado y Un tanque ruso T-55 fue inutilizado. Días después y cumplidos los objetivos las tropas de la RN se retiraron a sus operaciones normales, acertando un duro golpe al régimen, a pesar de ayuda Soviética y Cubana.

## Resultados de la Operación Olivero
Durante la operación se logró:

### SIUNA
- Ocupación y Destrucción de Brigada 366. Destrucción de Bodega con Materiales utilizadas para explotación minera. Destrucción de las Oficinas de Internacionalista del bloque Comunistas. Destrucción de todas las instalaciones en las pista de aterrizaje.

### Bonanza
- Destrucción de Instalaciones en la pista área (torre de control, oficinas y 24 tanques de combustibles de aviones y helicópteros con 100 galones de combustibles.
- Destrucción cuartel general del ejército.
- Destrucción de planta eléctrica "Siempre Viva".
- Destrucción de 16 vehículos (5 camiones IFAW50 que pertenecían a la Seguridad del Estado).

### ROSITA
- Destrucción instalaciones de la pista área.
- Destrucción de 4 tanques de combustibles.
- Destrucción 7 camiones militares soviéticos.
- Destrucción de 2 puentes en la carretera hacia Puerto Cabezas.

- Además de esto ocuparon a las EPS:
- Más de 800 rifles soviéticos AK-47.
- 185 Rifles M-16.
- 1500 Granadas de cueteras soviéticas PM-21.
- 80 Ametralladores RPD.
- 392 Granadas de cueteras de 122mm.
- 7 ametralladores PKM.
- 9 Ametralladores 14.5 mm.
- 2 morteros 81 mm.
- 60 ametralladoras PP Checoslovacas.
- 12 lanzacohetes chinos RPG-7.
- 4 reflectores antiaéreos.
- 30 misiles antiaéreos SAM-7 soviéticos.
- 1,400,000 tiros de AK 47.
- 400,000 tiros de ametralladora PKM.
- 300,000 tiros de ametralladoras RPD.
- 1 mortero de 82 mm.
- 185 Granadas de morteros de 82 mm.
- 1200 Minas Claymore.
- 3200 granadas de RPG-7.

Todos los objetivos fueron alcanzados y se causó severos daños económicos y estratégicos. La concentración de las fuerzas Sandinistas favoreció ataques en otras zonas del territorio como: Nueva Segovia, Madriz, Jinotega, Matagalpa, Boaco, Chontales, Río San Juan, Estelí y Zelaya. A pesar de toda la ayuda brindada al Gobierno por parte de Cuba, laRepública Democrática Alemana y la Unión Soviética les fue imposible detectar e impedir la misión de los comandos.